# Carrara (famiglia)
La famiglia Carrara è una famiglia d'arte di attori teatrali attiva in Italia dal XIX secolo. Le prime notizie documentate su di essa risalgono al 1866, anno in cui nasce Giuseppe, padre di Salvatore e nonno di Tommaso detto Masi. Negli anni tra le due guerre la famiglia Carrara risale la penisola con il Carro di Tespi di Salvatore.

## Tommaso Carrara
Nel 1947 Tommaso si sposa con Argia Laurini e fonda la compagnia Carrara-Laurini, costruendo il proprio teatro mobile.
Il nomadismo della compagnia prosegue fino al 1965, quando Tommaso Carrara si stabilisce a Valdagno utilizzando sporadicamente il teatro mobile per le stagioni estive. Nel frattempo consolidano la propria formazione teatrale i figli Titino Carrara, Armando Carrara e Annalisa Carrara.
Negli anni settanta fonda la compagnia "Il Teatro del Mattino", che propone allestimenti teatrali particolarmente studiati per il pubblico delle scuole.
Nel 1975 nasce la cooperativa La Piccionaia I Carrara.